# Vellerup (Frederikssund Kommune)
 For alternative betydninger, se Vellerup. (Se også artikler, som begynder med Vellerup)
Vellerup er en gammel landsby med et sommerhusområde kaldet Vellerup Sommerby i Hornsherred med Vellerup Sommerby 482 indbyggere i byområdet (2022). Vellerup er beliggende ved Isefjord på Hornsherred syv kilometer vest for Skibby og 21 kilometer sydvest for Frederikssund. Byen tilhører Frederikssund Kommune og er beliggende i Region Hovedstaden.
Sommerhusbyen ligger ud til kysten, mens landsbyen ligger ind mod landet. Vellerup er beliggende i Vellerup Sogn og Vellerup Kirke ligger i byen.